# Пилотная серия (Сверхъестественное)
«Пило́тная се́рия» (англ. Pilot) — 1-я серия 1-го сезона американского телесериала «Сверхъестественное». Её премьера состоялась 13 сентября 2005 года.

## В ролях
- Джаред Падалеки — Сэм Винчестер;
- Дженсен Эклс — Дин Винчестер;
- Сара Шахи — Констанс Уэлч;
- Эдрианн Палики — Джессика Мур;
- Саманта Смит — Мэри Винчестер;
- Джеффри Дин Морган — Джон Винчестер;
- Р. Д. Колл — шериф;
- Росс Кон — Трой;
- Стив Рэйлсбэк — Джозеф Уэлч.

## Сюжет
Мэри Винчестер укладывает спать Сэма и идёт в свою комнату, Проснувшись среди ночи, Мэри заходит в детскую Сэма и видит склонившегося над колыбелью человека, которого принимает за Джона Винчестера, своего мужа и отца детей. Однако, возвращаясь в комнату, она замечает мужа, сидящего перед телевизором в гостиной, и с ужасом бежит назад в детскую. Услышав крик жены, Джон бежит в детскую Сэма и видит Мэри, пригвождённую к потолку, которую тут же охватывает пламя. Джон приказывает Дину вынести Сэма на улицу, в то время как сам пытается спасти жену. Но всё напрасно, пламя охватывает весь дом, и Джон едва успевает выбежать наружу.
Прошло 22 года после событий той ночи. Сэм встречается с девушкой по имени Джессика Мур. Он заканчивает колледж и собирается на собеседование в школу права.
Ночью Сэм слышит, как кто-то влезает в их с Джессикой дом, и он дерётся со взломщиком, которым оказывается Дин. Дин сообщает брату, что их отец отправился на охоту и пропал. Дин просит Сэма помочь ему найти отца — охотника за сверхъестественным. В прошлом братья тоже занимались охотой, но Сэм бросил это дело, чтобы поступить в колледж. Дин говорит, что их отец расследовал дело об исчезновениях мужчин на одном и том же участке дороги в Калифорнии. Джон оставил Дину голосовое сообщение с предупреждением об опасности, которое содержало также проявление так называемого «феномена электронного голоса». Дин говорит, что обработал запись, и теперь на ней слышен женский голос, говорящий «Мне не попасть домой». Дин умоляет Сэма помочь ему, и тот неохотно соглашается, сказав, что они должны вернуться к понедельнику, так как у него важное собеседование.
Тем временем происходит ещё одно таинственное исчезновение. Парень по имени Трой возвращается домой на машине, когда вдруг появляется женщина в белом и просит подвезти её до дома. Они подъезжают к заброшенному дому, но женщина исчезает. Трой выходит из машины, но тут из дома вылетает несколько летучих мышей. Испугавшись, он снова садится за руль, но поздно замечает женщину в белом на заднем сидении машины. Она нападает на него и жестоко убивает.
Дин и Сэм прибывают в Иерихон, когда полиция на мосту уже тщательно осматривает машину убитого Троя (когда Троя убивали, стекло машины обрызгивается кровью, а когда машину изучают полицейские, в машине нет никаких следов). Дин и Сэм предоставляют фальшивые удостоверения федеральных маршалов и задают вопросы полицейским, ищущим тело Троя. Немного позже братья встречаются с девушкой Троя — Эми и её подругой, которая рассказывает им, что существует местная легенда о Женщине в Белом, которая была убита, и теперь её призрак появляется на дороге, и все, кто её подвозят, бесследно исчезают. Сэм находит в сети информацию о женщине по имени Констанс Уэлч, которая покончила с собой, прыгнув с моста, после того, как двое её детей утонули в ванной. Ночью Сэм и Дин идут на тот мост и вдруг видят Констанс, стоящую за перилами и затем падающую вниз. Вскоре машина Дина заводится сама и едет прямо на братьев. Спасаясь от машины, они перепрыгивают через перила моста, Сэму удаётся удержаться, а Дин оказывается в воде.
На следующий день Сэм и Дин въезжают в отель и находят комнату, в которой останавливался их отец. Они выясняют, что Джон тоже разузнал о Констанс, и приходят к выводу, что он выкопал её останки. Полиция подозревает, что в исчезновениях как-то замешан Дин и арестовывает его. Дин успевает предупредить брата, и Сэму удаётся сбежать. Шериф знает о Джоне, так как у него его дневник, и заставляет Дина признаться, что это они убивают, но Дин ничего не говорит. Сэм встречается с Джозефом, мужем Констанс, и выясняет, что, несмотря на их счастливый брак, Джозеф всё-таки изменял несколько раз своей жене. Перед уходом Сэм говорит ему, что существуют легенды о женщинах, которые, узнав, что мужья им изменяют, убивают своих детей и затем совершают самоубийство. Потом они становятся привидениями, убивающими неверных мужей, которые пропадают навсегда.
Сэм делает ложный звонок по 911 с сообщением о стрельбе на улице, и шериф отправляется на задание. Дин, прихватив дневник отца, сбегает из участка. Затем он звонит Сэму и говорит, что уверен в том, что отец жив. Джон просто покинул город, так как что-то его заставило. Сэм, разговаривая по телефону с братом, «сбивает» «Женщину в Белом», которая тут же, каким-то мистическим образом оказывается на заднем сидении его машины. Она просит Сэма отвезти её домой, и, когда он отказывается, двери машины блокируются, и Импала сама едет к заброшенному дому. Женщина подбирается к Сэму, что бы соблазнть и убить его, он пытается сопротивляться, говоря, что верен Джессике, но это не помогает, тут появляется Дин, стреляет в неё и отгоняет призрака. Сэм жмёт на педаль газа и въезжает прямо в дом — таким образом «подвозит женщину домой». Призрак женщины в белом прижимает Винчестеров комодом к машине. Тем временем включается свет, и вода начинает стекать по лестнице. Появляются призраки двух детей Констанс, обнимают её, и все трое исчезают во вспышке света.
Братья выясняют, что отец направился в Колорадо, и Дин собирается за ним. Сэм настаивает, что ему в понедельник нужно быть на собеседовании, и Дин, не споря, высаживает брата у дома. Зайдя в дом, Сэм обнаруживает Джессику, пригвождённую к потолку. Она вспыхивает пламенем так же, как его мать 22 года назад. Дин спасает Сэма из полыхающего дома, как 22 года назад. Понимая, что у него нет другого выбора, Сэм отправляется вместе с братом на поиски отца и того существа, которое преследует их семью.

## Саундтрек
- Back in Black — AC/DC;
- Highway to Hell — AC/DC;
- Enter Sandman — Metallica;
- Gasoline — The Living Daylights;
- What Cha Gonna Do — Classic;
- Speaking In Tongues — Eagles of Death Metal;
- Ramblin' Man — Allman Brothers Band;
- 99 Problems — Jay-Z;

## Факты
- Это одна из тех редких серий, где братья видны в предисловии.
- Сэм, объясняя Джессике, почему он должен уехать ненадолго, говорит: «Отец отправился на охоту и взял с собой Джима, Джека и Хосе». Сэм перечисляет названия алкогольных напитков (Джим Бим, Джек Дэниелс, Хосе Куэрво), намекая, что отец просто напился.
- Фразу, которую Сэм говорит в конце серии («Пора делать дело»), говорит Дин в конце последней серии 2-го сезона «Врата ада, часть 2»).
- Когда Дина в полицейском участке спрашивают как его зовут, он говорит: «Ньюджент. Тед Ньюджент». Тед Ньюджент — американский гитарист, вокалист, автор песен, продюсер. Одна из его песен «Strangehold» звучит в 1-й серии 2-го сезона.
- Когда братья уходят с места преступления после разговора с полицейскими, они встречают агентов ФБР, и Дин говорит вслед за ними: «Агент Скалли. Агент Малдер». Это главные герои сериала «Секретные материалы».
- Легенда о женщине, утопившей детей и совершившей самоубийство, основана на реальной легенде о Плачущей женщине.